# SLS Lux
SLS Lux es un rascacielos de 58 plantas situado en el barrio de Brickell de Downtown Miami (Florida, Estados Unidos) que contiene apartamentos de lujo y un hotel.
El edificio alberga 438 apartamentos y 86 suites de hotel situadas sobre un podio que contiene aparcamientos. SLS Lux está situado en la esquina sureste de la intersección de South Miami Avenue con la calle 8 Sureste, frente al desarrollo de uso mixto Brickell City Centre, y su dirección es 801 South Miami Avenue. Cuenta con una serie de elementos exclusivos como suelo de mármol en todas las zonas comunes, dos piscinas en la azotea, un spa y gimnasio, ascensores privados, electrodomésticos de alta gama, y servicio de seguridad y aparcacoches las veinticuatro horas.

## Historia
Anunciada en 2014 como la tercera torre del complejo Brickell Heights (aunque se encuentra al otro lado de South Miami Avenue), las obras de preparación del terreno empezaron en 2014 y la construcción vertical comenzó en julio de 2015, después de recibir la autorización de la Administración Federal de Aviación. Diseñado por el estudio de arquitectura Arquitectonica, en ese momento se esperaba que el edificio tuviera 450 residencias y 95 habitaciones de hotel, con una fecha de entrega prevista para otoño de 2017. En septiembre de ese mismo año, después de que la promotora, el Related Group, consiguiera un préstamo de 166.1 millones de dólares para financiar la construcción del proyecto, el número de suites de hotel disminuyó a 84; sin embargo, al mismo tiempo se anunciaron instalaciones adicionales como una pista de tenis, tres piscinas y un spa, así como un bar y restaurante explotado por SBE Entertainment.
En noviembre de 2015, el edificio ya se había vendido en más del 95 % y solo quedaban veinticuatro unidades sin vender. En ese momento, el Related Group redujo la entrada exigida del 50 % al 30 % con el objetivo de vender más rápido las últimas unidades.